# 国会 (スペイン)
国会（こっかい、スペイン語: Cortes Generales）は、スペインの立法府であり、スペイン下院（Congreso de los Diputados）とスペイン上院（Senado）で構成されており、立法権を行使し、主権者であるスペイン国民の意志を代表する機関である。また、議会君主制（Monarquía Parlamentaria）であるスペイン王国の最高意志決定機関としての役割も担っており、議員の任期は両院とも4年である。

## 概要
年に2回、通常国会が行われており、会期は2月から6月、9月～12月に行われ、必要に応じて臨時国会が召集される。
国会の権限
- 以下に掲げられた法律の承認・制定
  - 政府提出法案（Projecto de Ley）
  - 議員提出法案（Proposiciones de Ley del Congreso o del Senado）
  - 各地方の自治州議会（Asambleas de las Comunidades Autónomas）提出法案（Proposición de Ley）
  - 住民発案（Iniciativa Popular）－市民50万人以上の署名と一定の要件の下に提出される法案
- 内閣を監督
- 予算の承認
- 上記以外の憲法によって付与された権限の行使

### 下院
- 議員定数：350人
- 選挙制度：県単位の比例代表制（ドント式）

### 上院
- 議員定数：264名
  - 直接選挙選出：208名
  - 間接選挙選出：56名－州の人口に比例して配分されるので、変動あり
- 選挙制度
  - 直接選挙：中選挙区制（制限連記式）－各県に一律で議席を配分
  - 間接選挙：各自治州議会の議員の中から任命される。